# Morimus asper
Morime rugueux
Espèce
Morimus asper, le Morime rugueux, est une espèce de coléoptères de la famille des Cérambycidés.

## Description
Il mesure de 15 à 40 millimètres de longueur et possède un corps massif et noir avec des poils très courts de couleur gris-brun laissant place à de larges taches sombres. Les mâles possèdent des antennes plus grandes que celles des femelles. La sous-espèce funereus possède des élytres gris-bleu avec des taches sombres.
Le seul risque de confusion concerne Lamia textor.

## Biologie
L'adulte vit six mois, il est aptère et s'observe souvent au sol et à la base des troncs, de nuit comme de jour. La nymphose a lieu dans une loge sous l'écorce. La larve est saproxylique, consommant le bois mort de nombreux feuillus et ponctuellement de résineux.

## Liste des taxons de rang inférieur
Liste des sous-espèces selon GBIF (20 octobre 2021) :
- Morimus asper (Sulzer, 1776)
- Morimus asper funereus Mulsant, 1862
- Morimus asper ganglbaueri Reitter, 1894

## Étymologie
Le genre Morimus vient du grec morimos qui signifie « destiné à mourir » en référence à sa coloration très sombre. Le nom d'espèce, asper, signifie « rugueux ».

## Distribution
Cette espèce est répandue dans le sud-ouest, le sud et le sud-est de l'Europe.